# Кевін Альварес
Кевін Альварес (ісп. Kevin Álvarez; нар. 3 серпня 1996, Сан-Педро-Сула) — гондураський футболіст, захисник.
Виступав, зокрема, за олімпійську збірну Гондурасу.

## Клубна кар'єра
У дорослому футболі дебютував 2013 року виступами за команду клубу «Олімпія», кольори якої захищає до 2019 року.
Надалі наступні чотири роки провів у шведському клубі «Норрчепінг», більшість цього періоду на правах оренди провів виступаючи за команду «Реал Еспанья» (Сан-Педро-Сула).
З 2023 по 2025 роки захищав кольори клубу «Мотагуа», на правах оренди один сезон відіграв за «Лобос УПНФМ».

## Виступи за збірні
2013 року дебютував у складі юнацької збірної Гондурасу, взяв участь у 2 іграх на юнацькому рівні.
2015 року залучався до складу молодіжної збірної Гондурасу. На молодіжному рівні зіграв у 2 офіційних матчах.
2016 року захищав кольори олімпійської збірної Гондурасу. У складі цієї команди провів 3 матчі. У складі збірної — учасник футбольного турніру на Олімпійських іграх 2016 року у Ріо-де-Жанейро.
2015 року дебютував в офіційних матчах у складі національної збірної Гондурасу. Провів у формі головної команди країни 1 матч.

## Титули і досягнення
- Чемпіон Гондурасу футболу (3):

«Олімпія»: Клаусура 2013, Клаусура 2014, Клаусура 2015.